# Skinny Dipping
«Skinny Dipping» — песня, записанная американской певицей Сабриной Карпентер с её пятого студийного альбома «Emails I Can't Send» (2022), включённая в качестве одиннадцатого трека альбома. Трек был написан Карпентером, Джулией Майклс, Джей Пи Саксом и его продюсером Лероем Клэмпиттом. Песня была выпущена лейблом Island Records в качестве ведущего сингла альбома 9 сентября 2021 года.

## Предыстория и релиз
18 августа Карпентер поделился постом с несколькими подсказками из песни, включая упоминание первого куплета «it’ll be a Wednesday» в описании поста, строчки «если бы мы могли все это снять и просто существовать?» и «вода под мостом». 23 августа Карпентер отправила электронное письмо своим поклонникам с кодифицированным названием песни в сообщении, а позже опубликовала фрагмент песни с раскрытым названием. 30 августа Карпентер, наконец, раскрыл обложку сингла и дату выхода. Песня была выпущена 9 сентября, вместе с музыкальным видео. Песня была написана Карпентером, Джулией Майклс, Джей Пи Саксом и Лероем Клэмпиттом в Нью-Йорке летом 2021 года.

## Композиция и лирическая интерпретация
В музыкальном плане «Skinny Dipping» — это поп-песня в стиле мидтемпо, исполняемая на акустической гитаре продолжительностью две минуты пятьдесят восемь секунд. С точки зрения нотной записи, «Skinny Dipping» было сочинено с использованием 44 обычных такта в тональности ми мажор, с умеренным темпом 92 удара в минуту. Песня следует последовательности аккордов E-B-Amaj7-B. Вокальное исполнение Карпентер куплетов в стиле поётся на выступлении и её диапазон простираются, приблизительно, от низкой ноты E3 до высокой ноты E5, что даёт песне диапазон примерно в две октавы.

## Музыкальное видео
Официальное музыкальное видео было выпущено вместе с песней и снято режиссёром Эмбер Парк. В музыкальном клипе Карпентер пишет письма самой себе и кладёт их в коробку с надписью «это тоже пройдёт», а в конце, после танца босиком в зелёном платье на улицах Нью-Йорка, она подбрасывает письма в воздух. Письма, вложенные в коробку, отсылают к электронным письмам, которые Карпентер писала для себя, и из которых черпала вдохновение для песен на своём альбоме. К последующему синглу «Fast Times» есть пасхальные яйца, включая конец музыкального клипа, где появляется другая версия Карпентера, едущего на мотоцикле, предоставляющая фрагмент и ключ к музыкальному видео на песню.

## Живые выступления
29 октября 2021 года Карпентер исполнил песню на The Tonight Show с Джимми Фэллоном в главной роли, одетым в чёрно-белое платье с блёстками, играющим на Nord Electro 6D и окружённым группой.

## Кредиты и персонал

### Запись и управление
- Записано в студии Jungle City Studios (Нью-Йорк)
- Мастеринг в Sterling Sound (Эджуотер, Нью-Джерси)
- Sabalicious Songs (BMI), Авангардный LOL/Honua c/o Kobalt (ASCAP), издательство Good Deal Publishing (BMI), под управлением Songs of Universal, Inc., Music By Work of Art (BMI)/Песни современного искусства (BMI)/Песни Старкера Сакса (BMI)/Starkersaxesongs (SOCAN), управляемый Sony/ATV Songs LLC (BMI)

### Персонал
- Сабрина Карпентер — ведущий вокал, автор песен, бэк-вокал
- Лерой Клэмпитт — автор песен, продюсирование, запись, программирование, бас, гитара, барабаны, клавишные, перкуссия
- Джулия Майклс — автор песен
- Джей Пи Сакс — автор песен, гитара
- Джош Гудвин — сведение
- Алида Гарпестад Пек — бэк-вокал
- Ной Конрад — труба
- Йи-Мэй Темплман — виолончель
- Крис Герингер — мастеринг

Титры взяты из Emails I Can’t Send с пояснениями.